# CPost Bay 64
Bei den bayerischen CPost Bay 64 handelte es sich um gebremste, kombinierte Post- und Personenwagen für den allgemeinen Personenverkehr, welche ursprünglich für die ehem. B.O.B. als zweite Generation von reinen Postwagen gebaut wurden (B.O.B. Plan M1). Sie wurden im Wagenverzeichnis der B.O.B. von 1872 unter der Blatt-Nr. 39 geführt.

## Geschichte
--> Zur Geschichte siehe die einleitenden Worte in der Liste der Bayerischen Personenwagen

## Entwicklung
Da es zwischen den staatlichen Dienststellen und der Verwaltung der B.O.B. zu einem mehrere Jahre andauernden Streit über das Thema Kosten bzw. Kostenerstattung für die Postdienst kam, wurden erst nach 1861 reine Postwagen gebaut und geliefert wurden. Bis dahin wurden in den Gepäckwagen die Dienstabteile mit verschließbaren Postfächern ausgestattet. Diese reinen Postwagen hatten bei der B.O.B. das Gattungszeichen M (Malle = franz. Post).

## Beschaffung
Zwischen 1861 und 1873 wurden bei der B.O.B. insgesamt 38 Wagen der Gattung M (steht als Abkürzung für Malle = Post) bzw. Mbr (gebremster Postwagen) in zwei unterschiedlichen Bauausführungen beschafft. Mit der Übernahme der B.O.B. durch die K.B.Sts.B zum 1. November 1875 wurden alle Wagen in deren Wagenpark als Gattung B.P. eingereiht. Bei der bayerischen Verwaltung wurden in den Jahren um 1890 insgesamt zwölf Wagen zu Personenwagen mit Postabteil um (CPost Bay 61 und CPost Bay 64) und weitere neun Wagen in solche mit Gepäckabteil (PostP Bay 61 und PostP Bay 64). Die verbliebenen achtzehn Wagen erhielten Intercommunication(Übergangsmöglichkeiten) und wurden der Gattung Posti Bay 61 bzw. Posti Bay 64zugeordnet.
Aus der in 1864 von der B.O.B. bei Waggonfabrik Josef Rathgeber beauftragten Lieferung von insgesamt 20 gebremsten Postwagen (M2 – Plan) wurden nach Übernahme der Wagen durch die Staatsbahn (1876) insgesamt sechs Wagen zu kombinierten Post- und Personenwagen für den Lokalbahnverkehr umgebaut. Alle erhielten das Gattungszeichen Post C. Die Wagen waren im Grundaufbau denen der ersten Beschaffungsserie vergleichbar hatten aber einen verlängerten Wagenkasten.

## Verbleib
Im Verzeichnis von 1913 wurden noch fünf Wagen aufgeführt. der Wagen No. 15512 wurde bereits vor 1913 ausgemustert. Im Verzeichnis von 1913 gibt es auch noch handschriftliche Ergänzungen aus den Jahren bis 1919. Diese besagen, dass auch der Wagen No. 15507 bis zu diesem Zeitpunkt ausgemustert wurde. So kamen zur Gruppenverwaltung Bayern nur noch vier Wagen. Der weitere Verbleib dieser Wagen ist ungeklärt. Sie dürften aber alle bis 1930 ausgemustert worden sein.

## Konstruktive Merkmale

### Untergestell
Der Rahmen der Wagen war eine Mischform aus Holz und Eisen. Die Längsträger waren aus Profileisen, die Kopfschwellen (Pufferbohlen) und die Querträger waren aus Holz. Als Zugeinrichtung hatten die Wagen Schraubenkupplungen nach VDEV. Die Zugstange war durchgehend und mittig gefedert. Als Stoßeinrichtung besaßen die Wagen Stangenpuffer in der Bauform für die B.O.B., die Pufferteller hatten einen Durchmesser von 370 mm.

### Laufwerk
Die Wagen hatten genietete Fachwerkachshalter. Gelagert waren die Achsen in Gleitachslagern. Die Räder hatten Speichenradkörper des bayerischen Typs 23. Die jeweils 1.764 Millimeter langen Tragfedern hatten je 9 Blätter. Der Querschnitt der Blätter betrug 95 × 13 Millimeter. Neben einer Handspindelbremse, die vom hochgesetzten Bremserhaus aus bedient werden konnte, wurden auch Druckluftbremsen des Systems Westinghouse eingebaut. Die Bremsen wirkten auf beide Seiten aller Räder. Sie Bremsanlage hatte die für bayerische Wagen typische Umlenkstütze in der Wagenmitte.
Das Laufwerk hatte zwei unterschiedliche Radstände. Die Wagen aus dem Lieferjahr 1864 hatten noch die klassischen Radstände der B.O.B. von 4.379 mm. Ab 1967 wurden die Wagen mit einem Radstand von 4.100 mm gebaut.

### Wagenkasten
Der Rahmen des insgesamt 7.100 mm langen Wagenkastens bestand aus einem hölzernen Ständerwerk. Dieses war außen mit Blechen und innen mit Holz verkleidet. Die Stöße der Bleche wurden durch Deckleisten abgedeckt. Das Dach war flach gerundet und geringfügig über die Seitenwände hinausgezogen. Die Seitenwände waren im unteren Bereich leicht eingezogen. Die Wagen besaßen durchgehende seitliche Laufbretter. Das Bremserhaus nach Bauart der B.O.B. war außermittig in den Wagenkasten integriert und nur von außen zugänglich. Der Zugang erfolgte einseitig mittels Tritten an der Stirnwand.

### Ausstattung
Der Wagentyp führte nach seinem Umbau zum CPost zwei Abteile der dritten Klasse mit einer Gesamtlänge von 3.050 mm sowie ein Postabteil für Brief- und Paketpost. Der Zugang zu den Abteilen erfolgte jeweils durch seitliche Türen. Die beiden Personenabteile waren mit einem offenen Durchgang verbunden, die Sitzbänke waren einfache Lattenkonstruktionen. Die Reihung der Abteile war von der Bremserhausseite aus Post – C – C.
In den Personenabteilen standen 18 Sitzplätze zur Verfügung, für militärischen Einsatz nur 16. Die Beleuchtung erfolgte durch Petroleum Leuchten. Die Beheizung in den Personenabteilen erfolgte über Dampf, im Postabteil durch einen Ofen. Die Belüftung der Wagen erfolgte durch Lamellenlüfter über den Fenstern, diese waren auch versenkbar.

## Skizzen, Musterblätter, Fotos

Ansicht zu Blatt 38 aus B.O.B. WV von 1872
Ansicht zu Blatt 51 aus B.O.B. WV von 1875
WV von 1879, Skizze Blatt 056, Post Bay 61
Ansicht zu Blatt 99 aus Bayer. WV von 1891
WV von 1897 Skizze zu Blatt 125, CPost Bay 61
WV von 1913 Skizze zu Blatt 208, CPost Bay 61

## Wagennummern
Die Daten sind im Wesentlichen den Wagenpark-Verzeichnissen der Kgl.Bayer.Staatseisenbahnen, aufgestellt nach dem Stande vom 1. Juli 1879, dem 31. März 1897, dem 31. März 1913 sowie dem Artikel von A. Mühl im Lok Magazin 102 entnommen.
| 1864 | Rathg. | 6 | 19 | 6 419 | 18 282 | 18 282 | 15 507 | 15 507 | 15 507 |  | <xx/1919 | 2 | 4.379 | 8.412 | Brh; Wsbr | E, H | P | D O |  | 2 18 (16) | 1 |  | 1 |  |  |
| 1864 | Rathg. | 6 | 20 | 6 420 | 18 283 | 18 283 | 15 508 | 15 508 | 15 508 |  | <xx/1930 | 2 | 4.379 | 8.412 | Brh; Wsbr | E, H | P | D O |  | 2 18 (16) | 1 |  | 1 |  |  |
| 1864 | Rathg. | 6 | 23 | 6 423 | 18 286 | 18 286 | 15 509 | 15 509 | 15 509 |  | <xx/1913 | 2 | 4.379 | 8.412 | Brh; Wsbr | E, H | P | D O |  | 2 18 (16) | 1 |  | 1 |  |  |
| 1864 | Rathg. | 6 | 24 | 6 424 | 18 287 | 18 287 | 15 510 | 15 510 | 15 510 |  | <xx/1930 | 2 | 4.379 | 8.412 | Brh; Wsbr | E, H | P | D O |  | 2 18 (16) | 1 |  | 1 |  |  |
| 1867 | Rathg. | 6 | 27 | 6 427 | 18 290 | 18 290 | 15 511 | 15 511 | 15 511 |  | <xx/1930 | 2 | 4.100 | 8.412 | Brh; Wsbr | E, H | P | D O |  | 2 18 (16) | 1 |  | 1 |  |  |
| 1873 | Rathg. | 6 | 37 | 6 437 | 18 300 | 18 300 | 15 512 | 15 512 | 15 512 |  | <xx/1913 | 2 | 4.100 | 8.412 | Brh; Wsbr | E, H | P | D O |  | 2 18 (16) | 1 |  | 1 |  |  |